# Etiopie na Letních olympijských hrách 1960
Etiopie se účastnila Letní olympiády 1960 v italském Římě.

## Medailisté
| Medaile | Jméno        | Sport    | Soutěž       |
| ------- | ------------ | -------- | ------------ |
| Zlato   | Abebe Bikila | Atletika | Muži maraton |